# Stephen Sommers
Stephen Sommers (n. 20 martie 1962, Indiana, SUA) este un scenarist și regizor american cel mai cunoscut pentru realizarea filmului Mumia (1999) și a continuării acestuia, Mumia revine (2001). El a mai regizat filmul Walt Disney Cartea Junglei (1994), filmul de groază Van Helsing (2004) și filmul de acțiune științifico-fantastic G.I. Joe: Ascensiunea Cobrei.

## Filmografie
- Catch Me If You Can (1989)
- The Adventures of Huck Finn (1993)
- The Jungle Book (1994)
- Deep Rising (1998)
- Mumia (1999)
- The Mummy Returns (2001)
- Van Helsing (2004)
- G.I. Joe: The Rise of Cobra (2009)
- Odd Thomas (2013)

## Legături externe
- Stephen Sommers la Cinemagia